# Comparsa de Moros Realistas
La comparsa de Moros Realistas es una de las catorce comparsas que participan en las Fiestas de Moros y Cristianos de la ciudad de Villena, España.

## Historia
Fue fundada en 1928 y desfiló por primera vez en 1929, por influencia de la Filá Realistas de Alcoy. Fue la primera que adoptó la marcha mora en las fiestas de Villena. Cuatro miembros de la antigua comparsa villenense de «Tercios de Flandes», Joaquín Cortés, Enrique Guillén y dos alcoyanos, trabajadores de la fábrica de maquinaria de D. José Molina, reunidos en el «Bar Benjamín», del Paseo de Chapí, deciden formar una nueva comparsa, según solicitud del 24 de agosto de 1928, que es concedida por el ayuntamiento de Villena. Así, en la Entrada de capitanes y alféreces de ese 9 de septiembre, por la calle Zarralamala, «Canaleras» como capitán, y Enrique Guillén como alférez, vistieron por primera vez en Villena tal indumentaria.

## Escuadras especiales
Negros Watussi
Sarracenos
Abbasíes
Mejalíes
Damasquinas
Samanidas
Negras Lubas